# Microgonium hookeri
Microgonium hookeri là một loài dương xỉ trong họ Hymenophyllaceae. Loài này được C. Presl C. Presl mô tả khoa học đầu tiên năm 1848.